# Grafschaft Württemberg-Mömpelgard

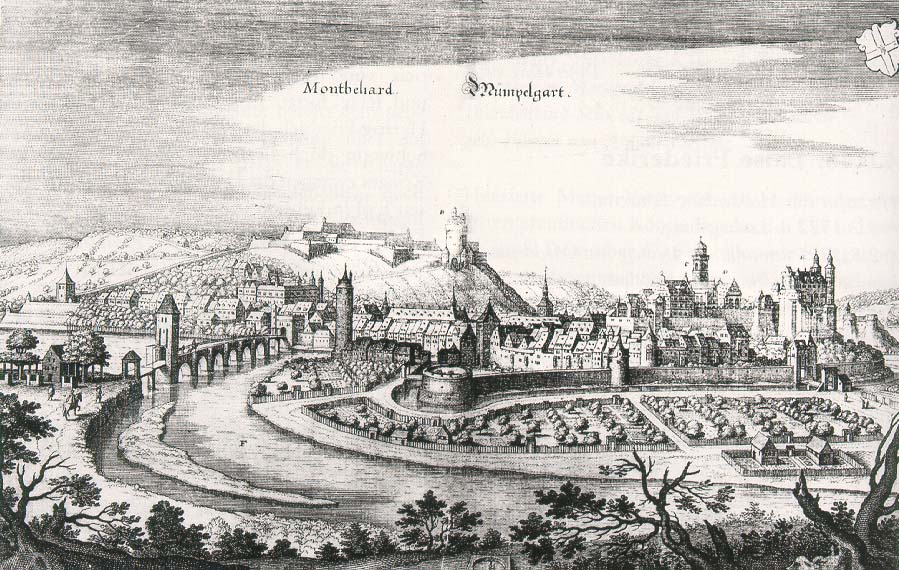
Mömpelgard um 1600

Mit Württemberg-Mömpelgard werden die in der Zeit von 1397 bis 1796 zum Haus Württemberg gehörenden Gebiete um Montbéliard bezeichnet.

## Geschichte
Das südwestlich von Belfort liegende Montbéliard (deutsch Mömpelgard) wurde im Jahr 985 erstmals urkundlich erwähnt. Die Grafschaft Mömpelgard kam im 11. Jahrhundert mit dem Königreich Burgund an das Heilige Römische Reich und war schon damals romanisches Sprachgebiet. Seit Rudolf von Habsburg ist es als Reichslehen nachgewiesen, und zwar als Kunkellehen, das heißt die weibliche Nachfolge war zugelassen. Nach dem Tod Stephans von Mömpelgard am 1. November 1397, dessen Sohn Heinrich nicht aus der Schlacht von Nikopolis zurückgekehrt war, gelang es Graf Eberhard III. von Württemberg wenige Tage später, am 13. November 1397, einen Heiratsvertrag für seinen noch minderjährigen Sohn, den späteren Grafen Eberhard IV., mit der ebenfalls noch minderjährigen Henriette von Mömpelgard, der erbberechtigten Enkelin Stephans von Mömpelgard, abzuschließen. Damit kam die Grafschaft Mömpelgard zunächst unter württembergische Verwaltung und nach Henriettes Tod 1444 endgültig zu Württemberg, nachdem Henriette – nach dem Tod Eberhards IV. und ihrem Rückzug aus der Vormundschaftsregierung für ihre Söhne – Mömpelgard von 1421 bis 1444 als Regentin alleine regiert hatte.
Staatsrechtlich waren die Grafschaft Mömpelgard und die Grafschaft Württemberg, seit 1495 das Herzogtum Württemberg, stets getrennt. Mömpelgard entsandte zum Beispiel keine Vertreter in die Württembergischen Landstände. Von 1553 bis 1593 und von 1617 bis 1723 regierten in Mömpelgard Seitenlinien des Hauses Württemberg. Die ältere Seitenlinie übernahm nach dem Tod des kinderlosen Herzogs Ludwig mit Friedrich I. die Regierung in Württemberg. Die jüngere Seitenlinie trat im Wildbader Vertrag vom 18. Mai 1715 die Herrschaft in Mömpelgard an die Stuttgarter Hauptlinie ab. Der Vertrag wurde mit dem Tod Graf Leopold Eberhards am 25. Februar 1723 vollzogen.
Bedeutsam wurden die württembergischen Besitzungen, weil Herzog Ulrich im Jahr 1524 – zehn Jahre vor Württemberg – mit Guillaume Farel die Reformation einführte. Als er aus Württemberg vertrieben worden war, hatte er hier Zuflucht gefunden. Die Pastoren für die Grafschaft wurden im Evangelischen Stift der Universität Tübingen ausgebildet. Das Gebiet der Grafschaft ist daher noch heute eine lutherisch geprägte Enklave im überwiegend katholischen Frankreich.
Die Baronin Henriette von Oberkirch beschrieb in ihren Memoiren das Leben am Mömpelgarder Hof zwischen 1770 und 1789. Im Gefolge der Französischen Revolution besetzten französische Truppen die Grafschaft. Der jakobinische Abgeordnete André-Antoine Bernard proklamierte am 10. Oktober 1793 den Anschluss an Frankreich. Herzog Friedrich II. trat im Pariser Vertrag vom 1796 diese Gebiete endgültig an Frankreich ab. Hierfür erhielt Württemberg im Reichsdeputationshauptschluss vom 25. Februar 1803 und dem Frieden von Pressburg vom 26. Dezember 1805 umfangreiche Gebiete in Süddeutschland. Das Gebiet der Grafschaft wurde in vier Kantone aufgeteilt, die zunächst an das Département Haute-Saône angeschlossen wurden. Drei Kantone (Audincourt, Désandans und Montbéliard) kamen am 1. Ventôse V (19. Februar 1797) an das Département Mont-Terrible (der vierte, Clairegoutte, verblieb bei Haute-Saône). 1800 wurde Mont-Terrible an das Département Haut-Rhin (Oberelsass) angegliedert. 1815 kehrten die drei Kantone wieder zu Haute-Saône zurück. Der Wiener Kongress bestätigte Frankreich im Besitz Mömpelgards.

## Reichsstandschaft
Spätestens seit 1559 hatte die Grafschaft ein eigenes Stimmrecht (Virilstimme) auf dem Reichstag im Heiligen Römischen Reich Deutscher Nation, obwohl Grafschaften sonst durch Zugehörigkeit zu einer Grafenbank nur Anteil an einer Kuriatstimme hatten. Nur die eigentliche Grafschaft (ohne die zugehörigen anderen Herrschaften) war reichsunmittelbar und begründete die Reichsstandschaft. Eigenartig ist auch, dass die Grafschaft keine Reichsteuern abführte und keinem Reichskreis zugehörig war.

## Grafen von Mömpelgard
- bis 1397 Stephan von Mömpelgard
- 1397 kam die Grafschaft Mömpelgard durch das Eheversprechen Henriettes von Mömpelgard mit dem späteren Grafen Eberhard IV. von Württemberg als stets eigenständig gebliebenes Territorium zwar zum Haus Württemberg, war aber lediglich in Personalunion mit der Grafschaft Württemberg verbunden, oder diente zeitweise als württembergische Sekundogenitur.
- 1397–1409 Graf Eberhard III. von Württemberg
- 1409–1419 Graf Eberhard IV. von Württemberg[6]
- 1419–1444 Henriette von Mömpelgard
- 1444–1446 Gemeinsame Regierung durch Württemberg-Urach (Ludwig I.) und Württemberg-Stuttgart (Ulrich V.)
- 1446–1473 zur Grafschaft Württemberg-Urach
- 1473–1482 Heinrich von Württemberg
- 1482–1492 zur Grafschaft Württemberg-Urach
- 1492–1526 zur Grafschaft Württemberg (ab 1495 Herzogtum Württemberg)
- 1526–1534 Georg I. (Württemberg-Mömpelgard)
- 1534–1542 zum Herzogtum Württemberg
- 1542–1550 Christoph von Württemberg
- 1550–1553 zum Herzogtum Württemberg
- 1553–1558 Georg I. (Württemberg-Mömpelgard)
- 1558–1593 Friedrich I. von Württemberg, bis 1581 unter Regentschaft von Württemberg
- 1593–1617 zum Herzogtum Württemberg

## Herzöge von Württemberg-Mömpelgard

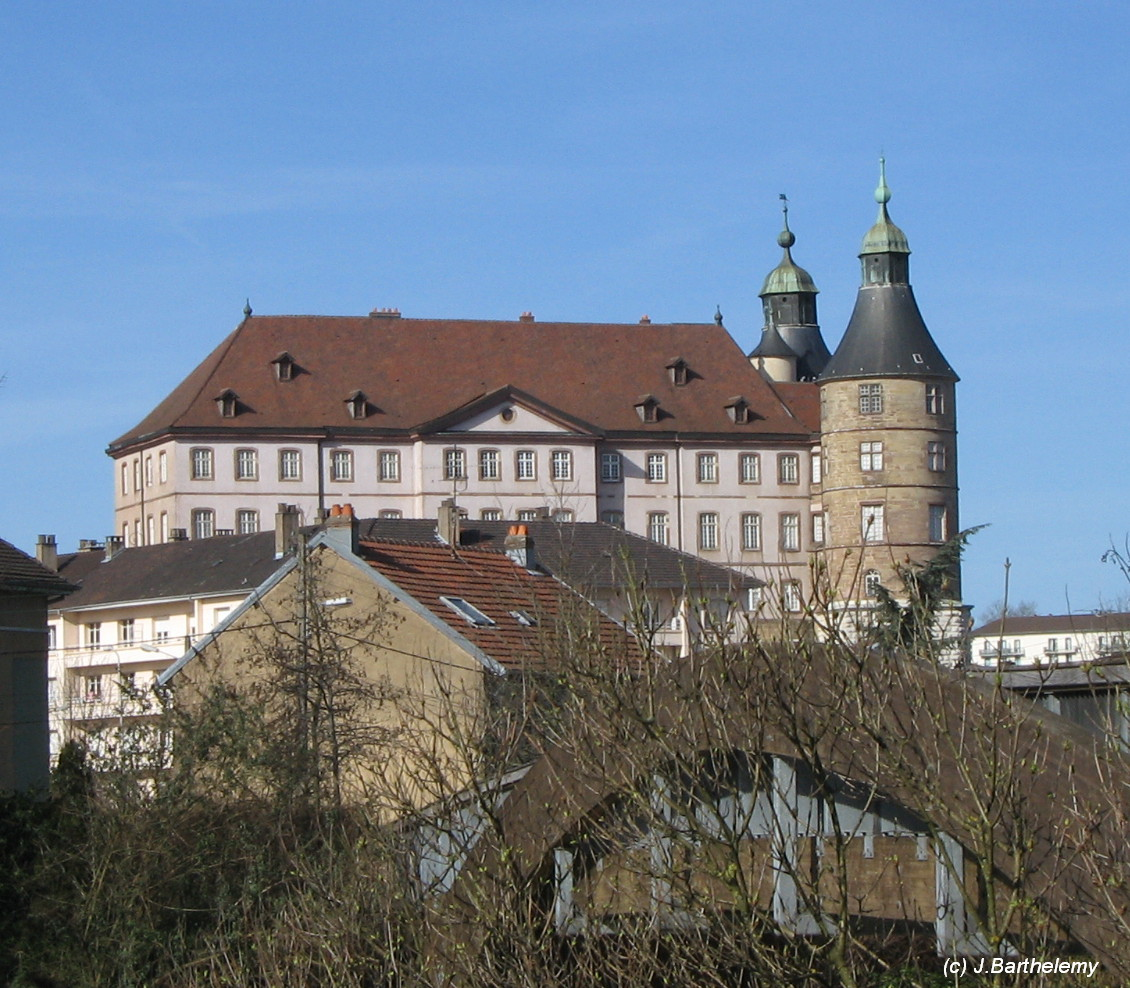
Schloss Montbéliard

(Mömpelgard als „gefürstete Grafschaft“)
- 1617–1631 Ludwig Friedrich von Württemberg-Mömpelgard
- 1631–1662 Leopold Friedrich (zeitweise französische Besetzung)
- 1662–1699 Georg II.
  - 1676–1679, 1680–1697 von Frankreich besetzt
- 1699–1723 Leopold Eberhard
- 1723–1802 Personalunion mit Herzogtum Württemberg
- 1802 an Frankreich abgetreten

## Umfang der Grafschaft

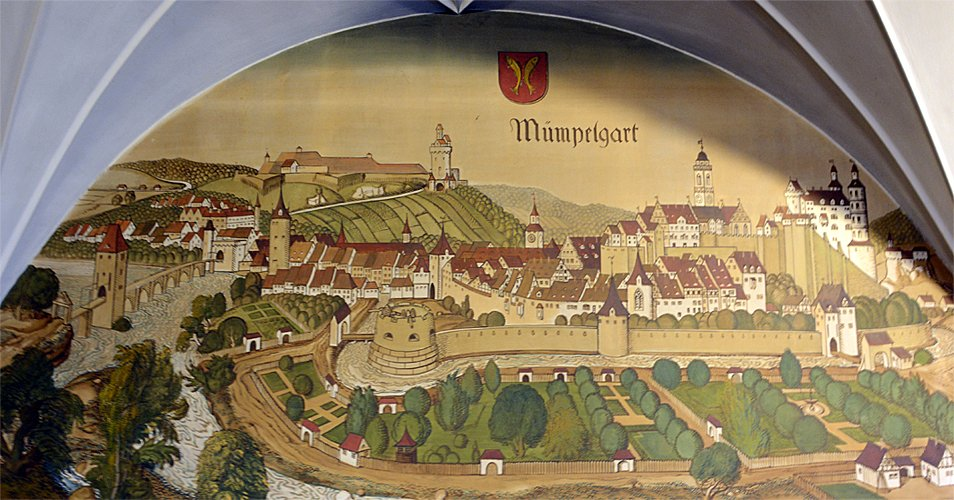
Gemälde der Stadt „Mümpelgart“ im Kloster Bebenhausen

Die Grafschaft Montbéliard bestand aus den Herrschaften Montbéliard, Blamont, Clémont, Châtelot, Héricourt, Grange, Clerval, Passavant und Franquemont.
Zu den einzelnen Herrschaften gehörten folgende Orte:
1. Montbéliard (seit 1397 württembergisch)
Allenjoie; Allondans; Arbouans; Audincourt (gemeinsame Herrschaft mit Blamont); Badevel; Bart; Bavans; Bélian; Belverne; Bethoncourt; Beutal; Bretigney; Brognard; Champey; Clairegoutte; Coisevaux; Courcelles; Couthenans; Dambenois; Dampierre-les-Bois; Dasle (gemeinsame Herrschaft mit Blamont); Désandans; Dung; Échenans; Essouavre (heute zu Saulnot); Étobon; Étouvans; Étupes; Exincourt; Fesches-le-Châtel; Frédéric-Fontaine; Forges; Grand-Charmont; Issans; Saint-Julien; Laire; Le Vernoy; Lougres; Magny-Danigon; Mandeure; Sainte-Marie; Montbéliard; Nommay; Présentevillers; Raynans; Semondans; Sochaux; Sainte-Suzanne; Taillecourt; Trémoins; Valentigney; Vieux-Charmont; Villers-la-Boissière (heute zu Valentigney); Voujeaucourt.
2. Blamont (erworben 1506/07, seit 1748 unter französischer Landeshoheit)
Autechaux-lès-Blamont (heute zu Autechaux-Roide); Bondeval; Beaucourt; Blamont; Damvant; Dannemarie; Écurcey; Glay; Hérimoncourt; Meslières; Montbouton; Pierre-Fontaine; Réclère; Roches; Seloncourt; Thulay; Villars-lès-Blamont; Vandoncourt.
3. Clémont (erworben 1506/07)
Dampjoux; Liebvillers; Montécheroux; Noire-Fontaine; Posay (Le Poset, zu Dampjoux); Villars-sous-Dampjoux.
4. Châtelot (erworben 1506/07)
Colombier-Châtelot; Colombier-Fontaine; Blussangeaux; Blussans; Longevelle-sur-Doubs; Saint-Maurice.
5. Héricourt (erworben 1506/07, seit 1748 unter französischer Landeshoheit)
Brevilliers; Bussurel; Byans; Chagey; Chenebier; Échenans-sous-Mont-Vaudois; Échavanne; Genechier; Héricourt; Mandrevillars; Tavey; Saint-Valbert; Verlans; Vyans.
6. Grange (erworben 1397)
Accolans; Andornay; Arcey; Bournois; Chavannes; Corcelles (heute zu Saulnot); Crevans; Courbenans; Courchaton; Courmont; Faimbe; Faymont; Saint-Ferjeux; Frotey-lès-Lure; Gémonval; Georfans; Gonvillars; Granges-la-Ville; Granges-le-Bourg; Lomont; Lomontot; Lyoffans; Magny-Jobert; Malval; Marvelise; Médière; Mignafans; Mignavillers; Moffans; Montenois; Onans; Palante; Romain; Saulnot; Secenans; Vacheresse; Vellechevreux; Villafans; Villers-sur-Saulnot.
7. Clerval (erworben 1397)
Bois-la-Ville; Branne; Chaux-lès-Clerval; Clerval; Court; Grand-Crosey; Roche-lès-Clerval; Santoche.
8. Passavant (erworben 1397)
Bremondans; Chaux-lès-Passavant; Courtetain; Crosey-le-Petit; Domprel; Germéfontaine; Grand’-Fontaine; Landresse; Leugney; Orsans; Passavant; Pierre-Fontaine; Servin; La Sommette; Vellerot-lès-Belvoir.
9. Franquemont (erworben 1595)
Goumois; Gourgouton; Vautenaivre.